# Filip Krovinović
Filip Krovinović (Zagabria, 29 agosto 1995) è un calciatore croato, centrocampista dell'Hajduk Spalato.

## Carriera

### Club

#### Inizi
Cresciuto nel NK Zagabria debutta in Prva HNL contro la Dinamo Zagabria il 5 aprile 2013 siglando, subito dopo, un contratto professionale di 5 anni con il club croato. Nell'estate 2015, a causa dei crescenti problemi finanziari del NK Zagabria e del trasferimento della finestra verso la fine, le voci dei trasferimenti si sono spostate più intensamente verso la Dinamo Zagabria e in particolare verso l'Hajduk Spalato. Ma la tassa di compensazione di 400000 € più una percentuale sul trasferimento futuro che NK Zagreb stava cercando non è stata realizzata. Alla fine, sia Krovinović che il NK Zagabria hanno accettato l'offerta di trasferimento in Portogallo.

#### Rio Ave
Il 30 agosto 2015, Krovinović ha firmato un contratto di quattro anni con il portoghese Primeira Liga club di Rio Ave . Andò in Portogallo alla fine della finestra di trasferimento dell'estate e si unì al team di Rio Ave che a quel punto ebbe una serie di risultati positivi. Il 21enne croato regolare ha fatto il suo esordio per Rio Ave il 10 ottobre 2015 in undici contro il Vitória Guimarães nella partita di coppa nazionale vinta da Rio Ave 3-2. Nei tre mesi successivi Krovinović ha collezionato solo sette presenze, una delle quali è stata la partita della coppa del campionato in trasferta il 29 dicembre 2015 contro il Leixões che il Rio Ave ha vinto 2-1. Per la seconda volta in quella stagione Krovinović ha giocato tutti i 90 minuti diventando uno degli eroi della partita. Il giovane centrocampista era in procinto di adattarsi alle richieste di Primeira Liga e Rio Ave che gradualmente ricevevano sempre più tempo di gioco. I due mesi successivi Krovinović è riuscito a raccogliere altre 10 presenze segnando due volte.
Il suo primo gol per Rio Ave è arrivato il 13 gennaio 2016 nella partita di Coppa dei Campioni contro l'Estoril, in cui ha segnato il secondo gol della partita nella vittoria per 3-0 in casa, vedendo il Rio Ave avanzare alle semifinali di Coppa di Portogallo . Una settimana dopo ha segnato il suo secondo gol in un pareggio 1-1 in campionato con Belenenses. Ultima apparizione nella stagione 2015-16, facendo un totale di 17 presenze nella sua prima stagione con Rio Ave era il 7 marzo 2016 nel round 25 di Primeira Liga contro l'Estoril Praia come sostituto a metà tempo nella sconfitta interna 3-1. Da allora, Krovinović è stato stranamente rimosso dalla partenza undici e anche dalla panchina nella maggior parte delle occasioni, essendo così escluso dalla squadra per il resto della stagione e la sua fine. Nonostante non abbia giocato in nessuna partita ufficiale di Rio Ave per i prossimi tre mesi, Krovinović ha fatto un grande progresso avanzando in vari segmenti tecnici e tattici, preparandosi per un calcio molto veloce e tecnicamente perfetto giocato in Primeira Liga.
Con la fine della stagione 2015-16 e la sostituzione dell'allenatore Pedro Martins con l'allenatore Capucho il 20 maggio 2016,

#### Benfica e prestito al West Bromwich Albion
Il 14 giugno 2017 Krovinović ha firmato un contratto quinquennale con i campioni portoghesi del Benfica. Dopo aver vinto il titolo Primeira Liga 2018-19 con il Benfica, il 5 luglio 2019, viene ceduto in prestito al West Bromwich nella Football League Championship. Dopo avere raggiunto la promozione con il club, il 29 settembre 2020 il prestito viene rinnovato.

#### Hajduk Spalato
Il 19 luglio 2021 viene ceduto a titolo definitivo all'Hajduk Spalato con il quale firma un contratto valido fino al 30 giugno 2024. Il 22 luglio debutta con i Majstori s mora giocando dal primo minuto la partita di andata del secondo turno preliminare di Europa Conference League vinta 2-0 in casa contro il Tobyl, per poi, venire sostituito al 75' minuto da Jani Atanasov. Il 21 settembre, in occasione del sedicesimo di finale di Coppa di Croazia vinto per 2-1 contro il Primorac Biograd, segna la sua prima rete con la maglia dei Bili.
Il 26 novembre seguente, in occasione del match casalingo vinto 4-0 contro l'Istria 1961, segna la sua prima rete in campionato con la casacca della squadra spalatina. Si ripete quattro giorni dopo questa volta andando a segno in Coppa di Croazia in occasione del quarto di finale vinto in casa della Lokomotiva Zagabria (3-6).  Il 14 giugno 2022 viene inserito nei miglior undici giocatori della stagione appena terminata del campionato croato. L'11 luglio 2023 estende il suo contratto con l'Hajduk fino all'estate del 2027.

### Nazionale
Il 1 ° settembre 2016 presso il Gradski stadio di Koprivnica Krovinović ha giocato 90 minuti con la Croazia Under-21 nel 2017 UEFA European Under 21 Championship Group 6 partita casalinga contro la Svezia. La partita terminò nel pareggio per 1-1 con Krovinović che mancava per completare un gol in apertura quando il suo tiro era fuori bersaglio con un margine sottile, non riuscendo quindi a trarre vantaggio dai croati. Il sorteggio è stato un po' 'di delusione e ha compromesso la posizione e le possibilità di qualificarsi per il  Campionato europeo di calcio Under-21 2017 anche se la Croazia è rimasta leader del gruppo.

## Statistiche

### Presenze e reti nei club
Statistiche aggiornate al 17 febbraio 2024.
| Stagione              | Squadra               | Campionato            | Campionato | Campionato | Coppe nazionali | Coppe nazionali | Coppe nazionali | Coppe continentali | Coppe continentali | Coppe continentali | Altre coppe | Altre coppe | Altre coppe | Totale | Totale |
| Stagione              | Squadra               | Comp                  | Pres       | Reti       | Comp            | Pres            | Reti            | Comp               | Pres               | Reti               | Comp        | Pres        | Reti        | Pres   | Reti   |
| --------------------- | --------------------- | --------------------- | ---------- | ---------- | --------------- | --------------- | --------------- | ------------------ | ------------------ | ------------------ | ----------- | ----------- | ----------- | ------ | ------ |
| 2012-2013             | NK Zagabria           | 1.HNL                 | 2          | 0          | -               | -               | -               | -                  | -                  | -                  | -           | -           | -           | 2      | 0      |
| 2013-2014             | NK Zagabria           | 2.HNL                 | 32         | 7          | CC              | 2               | 1               | -                  | -                  | -                  | -           | -           | -           | 34     | 8      |
| 2014-2015             | NK Zagabria           | 1.HNL                 | 35         | 3          | CC              | 1               | 0               | -                  | -                  | -                  | -           | -           | -           | 36     | 3      |
| 2015-gen. 2016        | NK Zagabria           | 1.HNL                 | 6          | 2          | CC              | 0               | 0               | -                  | -                  | -                  | -           | -           | -           | 6      | 2      |
| Totale NK Zagabria    | Totale NK Zagabria    | Totale NK Zagabria    | 75         | 12         |                 | 3               | 1               |                    | -                  | -                  |             | -           | -           | 78     | 13     |
| gen.-giu. 2016        | Rio Ave               | PL                    | 9          | 0          | CP+CdL          | 4+4             | 1+1             | -                  | -                  | -                  | -           | -           | -           | 17     | 1      |
| 2016-2017             | Rio Ave               | PL                    | 26         | 5          | CP+CdL          | 1+4             | 0               | UEL                | 2                  | 0                  | -           | -           | -           | 33     | 5      |
| Totale Rio Ave        | Totale Rio Ave        | Totale Rio Ave        | 35         | 5          |                 | 13              | 2               |                    | 2                  | 0                  |             | -           | -           | 50     | 7      |
| 2017-2018             | Benfica               | PL                    | 13         | 1          | CP+CdL          | 3+3             | 1+0             | UCL                | 0                  | 0                  | SP          | 0           | 0           | 19     | 2      |
| 2018-2019             | Benfica               | PL                    | 4          | 0          | CP+CdL          | 2+1             | 0               | UCL+UEL            | 0+2                | 0                  | -           | -           | -           | 9      | 0      |
| Totale Benfica        | Totale Benfica        | Totale Benfica        | 17         | 1          |                 | 9               | 0               |                    | 2                  | 0                  |             | 0           | 0           | 28     | 2      |
| 2019-2020             | West Bromwich         | FLC                   | 40         | 3          | FACup+CdL       | 2+1             | 0               | -                  | -                  | -                  | -           | -           | -           | 43     | 3      |
| 2020-gen. 2021        | West Bromwich         | PL                    | 11         | 0          | FACup+CdL       | 1+0             | 0               | -                  | -                  | -                  | -           | -           | -           | 12     | 0      |
| Totale West Bromwich  | Totale West Bromwich  | Totale West Bromwich  | 51         | 3          |                 | 4               | 0               |                    | -                  | -                  |             | -           | -           | 55     | 3      |
| gen.-giu. 2021        | Nottingham Forest     | FLC                   | 19         | 1          | FACup+CdL       | -               | -               | -                  | -                  | -                  | -           | -           | -           | 19     | 1      |
| 2021-2022             | Hajduk Spalato        | 1.HNL                 | 27         | 5          | CC              | 3               | 2               | UECL               | 2                  | 0                  | -           | -           | -           | 32     | 7      |
| 2022-2023             | Hajduk Spalato        | HNL                   | 35         | 1          | CC              | 4               | 1               | UECL               | 4                  | 1                  | SC          | 1           | 0           | 44     | 3      |
| 2023-2024             | Hajduk Spalato        | HNL                   | 22         | 2          | CC              | 1               | 0               | UECL               | 2                  | 0                  | SC          | 1           | 0           | 26     | 2      |
| Totale Hajduk Spalato | Totale Hajduk Spalato | Totale Hajduk Spalato | 84         | 8          |                 | 8               | 3               |                    | 8                  | 1                  |             | 2           | 0           | 102    | 12     |
| Totale carriera       | Totale carriera       | Totale carriera       | 281        | 30         |                 | 37              | 7               |                    | 12                 | 1                  |             | 2           | 0           | 332    | 38     |

### Cronologia presenze e reti in nazionale
| Cronologia completa delle presenze e delle reti in nazionale ― Croazia under 21 | Cronologia completa delle presenze e delle reti in nazionale ― Croazia under 21 | Cronologia completa delle presenze e delle reti in nazionale ― Croazia under 21 | Cronologia completa delle presenze e delle reti in nazionale ― Croazia under 21 | Cronologia completa delle presenze e delle reti in nazionale ― Croazia under 21 | Cronologia completa delle presenze e delle reti in nazionale ― Croazia under 21 | Cronologia completa delle presenze e delle reti in nazionale ― Croazia under 21 | Cronologia completa delle presenze e delle reti in nazionale ― Croazia under 21 |
| Data                                                                            | Città                                                                           | In casa                                                                         | Risultato                                                                       | Ospiti                                                                          | Competizione                                                                    | Reti                                                                            | Note                                                                            |
| ------------------------------------------------------------------------------- | ------------------------------------------------------------------------------- | ------------------------------------------------------------------------------- | ------------------------------------------------------------------------------- | ------------------------------------------------------------------------------- | ------------------------------------------------------------------------------- | ------------------------------------------------------------------------------- | ------------------------------------------------------------------------------- |
| 13-8-2014                                                                       | Signo                                                                           | Croazia under 21                                                                | 0 – 0                                                                           | Montenegro under 21                                                             | Amichevole                                                                      | -                                                                               |                                                                                 |
| 13-11-2014                                                                      | Sebenico                                                                        | Croazia under 21                                                                | 3 – 0                                                                           | Norvegia under 21                                                               | Amichevole                                                                      | -                                                                               |                                                                                 |
| 26-3-2015                                                                       | Zagabria                                                                        | Croazia under 21                                                                | 3 – 1                                                                           | Montenegro under 21                                                             | Amichevole                                                                      | 1                                                                               | 58’                                                                             |
| 30-3-2015                                                                       | Atene                                                                           | Grecia under 21                                                                 | 0 – 2                                                                           | Croazia under 21                                                                | Amichevole                                                                      | -                                                                               |                                                                                 |
| 3-9-2015                                                                        | Koprivnica                                                                      | Croazia under 21                                                                | 1 – 0                                                                           | Georgia under 21                                                                | Qual. Europeo Under-21 2017                                                     | -                                                                               | 56’                                                                             |
| 7-9-2015                                                                        | Tartu                                                                           | Estonia under 21                                                                | 0 – 4                                                                           | Croazia under 21                                                                | Qual. Europeo Under-21 2017                                                     | -                                                                               | 69’                                                                             |
| 24-3-2016                                                                       | Burgos                                                                          | Spagna under 21                                                                 | 0 – 3                                                                           | Croazia under 21                                                                | Qual. Europeo Under-21 2017                                                     | -                                                                               |                                                                                 |
| 28-3-2016                                                                       | Zaprešić                                                                        | Croazia under 21                                                                | 2 – 1                                                                           | Estonia under 21                                                                | Qual. Europeo Under-21 2017                                                     | -                                                                               |                                                                                 |
| 1-9-2016                                                                        | Koprivnica                                                                      | Croazia under 21                                                                | 1 – 1                                                                           | Svezia under 21                                                                 | Qual. Europeo Under-21 2017                                                     | -                                                                               | 80’                                                                             |
| 6-9-2016                                                                        | Zestaponi                                                                       | Georgia under 21                                                                | 2 – 2                                                                           | Croazia under 21                                                                | Qual. Europeo Under-21 2017                                                     | -                                                                               | 63’                                                                             |
| 10-10-2016                                                                      | Trelleborg                                                                      | Svezia under 21                                                                 | 4 – 2                                                                           | Croazia under 21                                                                | Qual. Europeo Under-21 2017                                                     | -                                                                               | 71’                                                                             |
| Totale                                                                          |                                                                                 | Presenze                                                                        | 11                                                                              |                                                                                 | Reti                                                                            | 1                                                                               |                                                                                 |

| Cronologia completa delle presenze e delle reti in nazionale ― Croazia under 19 | Cronologia completa delle presenze e delle reti in nazionale ― Croazia under 19 | Cronologia completa delle presenze e delle reti in nazionale ― Croazia under 19 | Cronologia completa delle presenze e delle reti in nazionale ― Croazia under 19 | Cronologia completa delle presenze e delle reti in nazionale ― Croazia under 19 | Cronologia completa delle presenze e delle reti in nazionale ― Croazia under 19 | Cronologia completa delle presenze e delle reti in nazionale ― Croazia under 19 | Cronologia completa delle presenze e delle reti in nazionale ― Croazia under 19 |
| Data                                                                            | Città                                                                           | In casa                                                                         | Risultato                                                                       | Ospiti                                                                          | Competizione                                                                    | Reti                                                                            | Note                                                                            |
| ------------------------------------------------------------------------------- | ------------------------------------------------------------------------------- | ------------------------------------------------------------------------------- | ------------------------------------------------------------------------------- | ------------------------------------------------------------------------------- | ------------------------------------------------------------------------------- | ------------------------------------------------------------------------------- | ------------------------------------------------------------------------------- |
| 30-4-2013                                                                       | Hradec Králové                                                                  | Rep. Ceca under 19                                                              | 2 – 1                                                                           | Croazia under 19                                                                | Amichevole                                                                      | -                                                                               | 72’                                                                             |
| 2-5-2013                                                                        | Opatovice nad Labem                                                             | Rep. Ceca under 19                                                              | 4 – 1                                                                           | Croazia under 19                                                                | Amichevole                                                                      | -                                                                               | 65’                                                                             |
| 7-6-2013                                                                        | Danzica                                                                         | Polonia under 19                                                                | 0 – 2                                                                           | Croazia under 19                                                                | Qual. Europeo Under-19 2013                                                     | -                                                                               | 90’                                                                             |
| 10-6-2013                                                                       | Danzica                                                                         | Croazia under 19                                                                | 1 – 1                                                                           | Spagna under 19                                                                 | Qual. Europeo Under-19 2013                                                     | -                                                                               | 82’                                                                             |
| Totale                                                                          |                                                                                 | Presenze                                                                        | 4                                                                               |                                                                                 | Reti                                                                            | 0                                                                               |                                                                                 |

## Palmarès

### Club

#### Competizioni nazionali
- Druga HNL: 1

NK Zagabria: 2013-2014
- Campionato portoghese: 1

Benfica: 2018-2019
- Coppa di Croazia: 2

Hajduk Spalato: 2021-2022, 2022-2023